# A Trip Down Market Street
A Trip Down Market Street je americký němý film z roku 1906. Film trvá zhruba 13 minut. Film měl premiéru 21. dubna 1906.

## Děj
Film zachycuje sanfranciskou ulici Market Street čtyři dny před zemětřesením.